# ナイトブレイカー
『ナイトブレイカー』（Nightbreaker）は、アメリカ合衆国のヘヴィメタル・バンド、ライオットが1993年に発表した8作目のスタジオ・アルバム。日本で先行発売された。

## 解説
1991年にサポート・キーボーディスト/バッキング・ボーカリストとして加入したマイク・ディメオが、最終的にはトニー・ムーアの後任のボーカリストとして参加した。「紫の炎」はディープ・パープルのカヴァー、「青い影」はプロコル・ハルムのカヴァーである。また、「アウトロウ」はアルバム『ファイアー・ダウン・アンダー』（1981年）収録曲のリメイクである。
Gina Boldmanはオールミュージックにおいて5点満点中4点を付け「首尾一貫したヘヴィメタル・アルバム」「アイアン・メイデンやジューダス・プリースト（やたらクリーンな『ターボ』を除く）の多くの作品と比較すれば、やや洗練されているため、生々しいサウンドを好むブリティッシュ・メタル・ファンの心には訴えかけてこないかもしれない」と評している。

## 収録曲
特記なき楽曲はマーク・リアリ作。
1. ソルジャー - "Soldier" - 4:54
2. デスティニー - "Destiny" (Mike DiMeo, Mike Flyntz) - 4:42
3. 紫の炎 - "Burn" (David Coverdale, Ritchie Blackmore, Jon Lord, Ian Paice) - 6:00
4. イン・ユア・アイズ - "In Your Eyes" (Mark Reale, M. DiMeo) - 4:33
5. ナイトブレイカー - "Nightbreaker" - 4:12
6. メディシン・マン - "Medicine Man" - 5:35
7. サイレント・スクリーム - "Silent Scream" (M. Reale, M. DiMeo, M. Flyntz) - 5:07
8. マジック・メイカー - "Magic Maker" - 5:07
9. 青い影 - "A Whiter Shade of Pale" (Keith Reid, Gary Brooker) - 4:59
10. バビロン - "Babylon" (M. Reale, M. DiMeo) - 5:04
11. アウトロウ - "Outlaw" (M. Reale, Guy Speranza) - 6:05

### 日本盤ボーナス・トラック
1. ブラック・マウンテン・ウーマン - "Black Mountain Woman" - 5:08

### アメリカ盤ボーナス・トラック
1. "Faded Hero" - 5:32

## 参加ミュージシャン
- マイク・ディメオ - ボーカル
- マーク・リアリ - ギター、バッキング・ボーカル
- マイク・フリンツ - ギター
- ピート・ペレス - ベース
- ボビー・ジャーゾンベク - ドラムス